# Чикобава, Арнольд Степанович
Арно́льд Степа́нович Чикоба́ва (груз. არნოლდ სტეფანეს ძე ჩიქობავა; 14 (26) марта 1898, с. Сачикобаво, Кутаисская губерния — 5 ноября 1985) — грузинский и советский лингвист, доктор филологических наук, академик АН Грузинской ССР (1941).

## Биография
В 1922 году окончил Тбилисский государственный университет (первый выпуск). Преподавал в Университете, занимал в нём должности доцента (1926—1933) и профессора (1933—1985), возглавлял кафедру кавказских исследований (1933—1960). Также руководил отделом т. н. «иберийско-кавказских языков» в Институте языкознания АН Грузинской ССР (1936—1985). Этот институт, который Чикобава возглавлял краткое время (1950—1952), сейчас носит его имя.

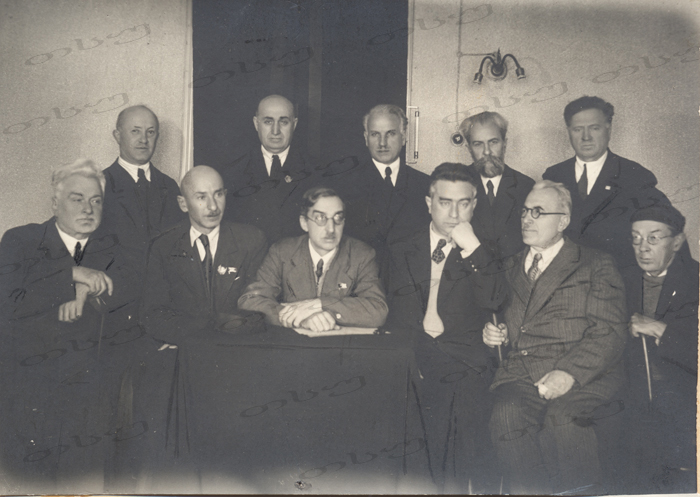
Первый президиум Академии наук Грузинской ССР : сидят, слева направо: Корнелий Кекелидзе, Николай Кецховели, Николай Мусхелишвили (председатель), Симон Джанашиа, Георгий Ахвледиани, Филипп Зайцев; Стоят: Александр Джанелидзе, Тарас Кварацхелия, Арнольд Чикобава, Георгий Чубинашвили, Акакий Шанидзе. 1941

В 1941 году при основании Академии наук Грузинской ССР был определён её действительным членом, член её президиума в 1950—1963.
Автор и редактор серии словарей и публикаций по кавказскому языкознанию. Придерживался идеи генетического единства картвельских, абхазо-адыгских и нахско-дагестанских языков («иберийско-кавказские языки»; данная точка зрения в настоящее время отвергнута научным сообществом). Главный редактор «Ежегодника иберийско-кавказского языкознания», издававшегося с 1974 года.
Был непримиримым борцом против «нового учения о языке» Н. Я. Марра, несмотря на его официальную поддержку. Благодаря дружбе с 1-м секретарём ЦК КП Грузии К. Чарквиани ему удалось передать своё письмо И. В. Сталину. Сталин заинтересовался письмом и лично встретился с Чикобавой. В результате в 1950 г. в «Правде» началась дискуссия о вопросах языкознания, которая закончилась публикацией статьи И. Сталина «Марксизм и вопросы языкознания», написанной с позиций младограмматизма при использовании консультаций А. С. Чикобавы. Хотя статья Сталина и объявляла «Новое учение о языке» немарксистским, в то же время она призывала воздержаться от преследования сторонников марровской теории.
Благодаря своей позиции получил известность среди лингвистов СССР, краткое время в 1950-е гг. студенты многих вузов учились по его учебнику «Введение в языкознание». Особенно велико было его влияние в советском кавказоведении 1950—1960-х гг., до тех пор, пока его школа не была побеждена усилиями Г. А. Климова и его сторонников.
Похоронен в парке Тбилисского университета.

## Память

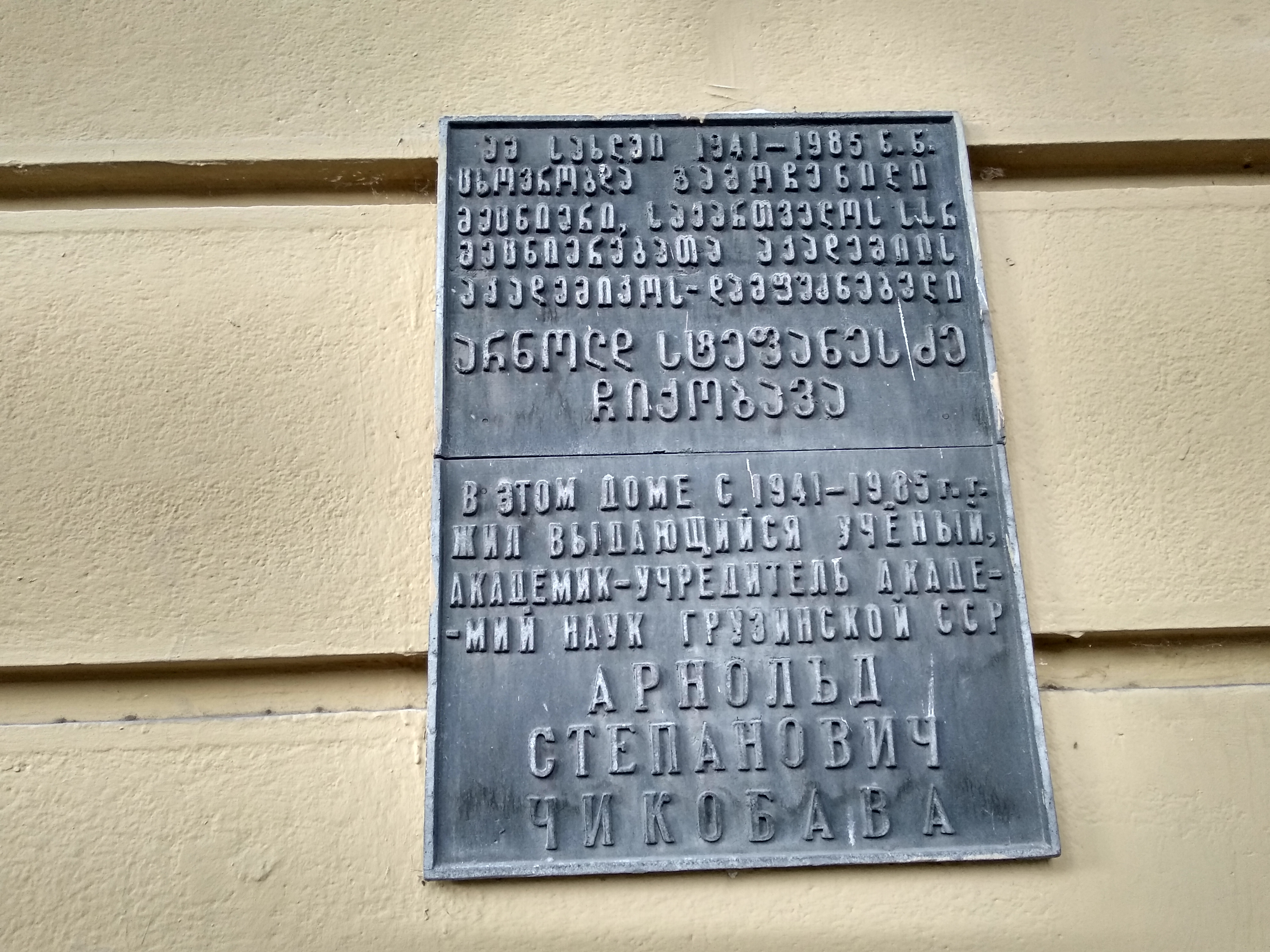

Именем Чикобавы назван расположенный в Тбилиси Институт языкознания.
Мемориальная доска установлена на доме в Тбилиси, где жил А. Чикобава.

## Основные труды

### Монографии
- «Проблема простого предложения в грузинском языке» (1928; 2-е изд. 1968);
- Грамматический анализ чанского (лазского) диалекта с текстами. Тб., 1936;
- «Чанско-мегрельско-грузинский словарь» (1938);
- «Проблема эргативной конструкции в иберийско-кавказских языках» (1948);
- Введение в языкознание. 2-е изд. М., 1953. Ч. 1;
- Проблема языка как предмета языкознания. М., 1959;
- «Аварский язык» (1962, в соавт. с И. Церцвадзе);
- «История изучения иберийско-кавказских языков» (1965);
- «Проблемы родства иберийско-кавказских языков». Махачкала, 1965;
- «Введение в иберийско-кавказское языкознание» (1979)

### Статьи
- А. С. Чикобава, Основные тенденции развития синтаксического механизма простого предложения в грузинском языке, II, Сообщения АН Груз. ССР, т. II, № 6, 1941;
- А. С. Чикобава, Пермансив и место, занимаемое им в истории спряжения грузинского глагола, там же, т. IV, № 1, 1943
- А. С. Чикобава, Несколько замечаний об эргативной конструкции, в сборнике «Эргативная конструкция предложения», 1950